# Григорівка (Компаніївський район)
Григо́рівка — колишній населений пункт Компаніївського району Кіровоградської області.

## Стислі відомості
Підпорядковувалося Компаніївській селищній раді.
В часі штучного винищення населення 1932—1933 років голодною смертю померла 31 людина.
Дата зникнення невідома. Увійшло до складу Компаніївки.

## Люди
В селі народився Письменний Степан Іларіонович (1923—2010) — український графік.